# Urucará
Urucará is een gemeente in de Braziliaanse deelstaat Amazonas. De gemeente telt 15.780 inwoners (schatting 2009).
De gemeente grenst aan Urucurituba, Presidente Figueiredo, Nhamundá, Itacoatiara, São Sebastião do Uatumã, Silves en Itapiranga.